# ТВ3 (Росія)
ТВ-3 — російський федеральний телеканал, сфокусований на серіалах, містичних та документальних фільмах. Офіс телекомпанії розташовується в сучасному бізнес-центрі «Даниловський мануфактур». Поряд з телеканалами «Пятница!» та «2x2», входить в холдинг «ПрофМедіа ТВ».

## Історія телеканалу
Телеканал «ТВ3-Росія» з'явився в петербурзькому ефірі в червні 1994 року. Засновниками телеканалу «ТВ-3-Росія» (АТЗТ «Телеканал 27», «ТВ-3-Росія» — програмне назва каналу) були мерія Санкт-Петербурга, ВГТРК, Радіотелевізійний передавальний центр і англійська компанія Independent Network Television Holding Ltd (INTH)
- 1994 рік — ТВ3 починає свою роботу в Санкт-Петербурзі. Уже в червні того ж року виходить в ефір з власною продукцією.
- 1998 рік — восени глядачами ТВ3 стають москвичі. Крім мовлення у двох столицях, на той момент телекомпанія володіла ліцензіями на роботу ще у 8 найбільших містах Росії. З самого початку пріоритетною метою телекомпанії було розширення території мовлення на всі основні міста Росії, що представляють найбільший інтерес для рекламодавців.
- 2000 рік — придбані станції в Саратові, Вороніжі і Омську. Почалося мовлення через супутник «Ямал 100».
- 2001 рік — відкриття центрального офісу компанії в Москві на вулиці Академіка Корольова.
- 2002 рік — придбання станції в Нижньому Новгороді, а також встановлення партнерських відносин з регіональними телеканалами в найбільших містах Росії. З цього року почалося загальноросійське мережеве мовлення.
- 2003 рік — приєднання до мережі мовлення найбільших каналів у містах: Красноярськ, Іжевськ, Рязань, Оренбург, Липецьк, Володимир, Тамбов, Абакан, Армавір та Анапа.
- 2006 рік — канал був придбаний холдингом Володимира Потаніна «Проф-Медіа»[2].
- 2007 рік — почалося виробництво власних програм.
- Квітень 2007 — генеральним директором ТВ3 призначений Олександр Карпов.[3]
- 2008 рік:

1. Телеканал був перепрофільований і змінилося позиціонування каналу, зроблено вибір перспективної для розвитку ніші з фокусуванням на трьох ключових жанрах: фантастика, містика, пригоди. Розроблено нову концепцію каналу: «Справжній містичний».
2. ТВ3 набуває канал ЦТУ в Єкатеринбурзі. З телеканалом «Спорт» домовилися про ефірі максимум до 1 липня 2008 року. Однак ТВ3 з 10 червня 2008 року по 30 серпня 2008 року і зовсім був відсутній в Єкатеринбурзі, так як канал розірвав договір з 10 каналом в односторонньому порядку.
- Вересень 2008 — канал переїхав у новий офіс в Москві за адресою: Варшавське шосе, будинок 9, стор 1a.
- Липень 2010 — ТВ3 набуває 100% акцій Красноярської телевізійної компанії (КТК) «Афонтово». Згідно з повідомленням, керівництво красноярського телеканалу поінформувало співробітників про скорочення всього творчого колективу та припинення виробництва регіональних телевізійних Телеканал ТВ3 купив Красноярське «Афонтово» за 10 млн доларів] «Афонтово» припинило своє існування 22 жовтня 2010. На його частоті почалося мовлення ТВ3 з регіональними рекламними вставками, рядком, що біжить і годинами з погодою на екрані. З 1 листопада 2010 року регіональні вставки, що біжить рядок і годинник з погодою були прибрані. Почалося чисте ефірне мовлення ТВ3.
- Квітень 2011 — канал змінив слоган на ТВ3 стає дивно. Також поміняв заставки, і трохи змінив концепцію, з'явився слоган «Справжній оптимістичний»[4]
- Серпень 2011  — зміни на каналі тривають. У зв'язку зі зміною слогана канал змінив Новий логотип телеканал ТВ3 представить глядачам 15 серпня.
- Грудень 2011 — новим гендиректором телеканалу «ТВ3» призначена Дар'я Фіалко.

## Мовлення

### Ефірне мовлення
- 881 населених пунктів мовлення
- 40 власних станцій
- 627 мережевих партнерів у тому числі і у всіх містах мільйонниках
- У Москві ТВ3 мовить на 46-му дециметровому каналі

### Міста мовлення
| - Абакан 27 ТВК, - Ачинськ 45 ТВК (з 28 квітня 2011 року), - Барнаул 26 ТВК, - Владивосток 11 ТВК, - Володимир 25 ТВК, - Волгоград 1 ТВК, - Волгодонськ 35 ТВК, - Вороніж 12 ТВК, - Воткинськ 50 ТВК, - Глазов 43 ТВК, - Димитровград 46 ТВК, - Екатеринбург 47 ТВК (з 1 вересня 2008 року, колишня частота ЦТУ), - Іжевськ 31 ТВК, - Іркутськ 35 ТВК (раніше Піонер), - Казань 21 ТВК, - Каменськ-Уральський 37 ТВК, - Канськ 59 ТВК, - Кемерово 22 ТВК, - Краснодар 46 ТВК, - Красноярськ 9 ТВК (з 22 жовтня 2010 року, раніше Красноярський канал «Афонтово»), - Липецьк 39 ТВК, - Магнітогорськ 29 ТВК, - Махачкала 39 ТВК, - Москва 46 ТВК, | - Нижній Новгород 31 ТВК, - Новомосковськ 52 ТВК, - Новосибірськ 4 ТВК (раніше НТН-4), - Обнинск 53 ТВК, - Омськ 11 ТВК, - Перм 22 ТВК, - Ростов-на-Дону 51 ТВК, - Рибінськ 5 ТВК, - Самара 37 ТВК, - Санкт-Петербург 27 ТВК, - Саратов 9 ТВК, - Ставрополь 35 ТВК, - Сургут 12 ТВК, - Сизрань 43 ТВК - Тольятті 45 ТВК, - Томськ 22 ТВК, - Тула 12 ТВК, - Уфа 47 ТВК, - Ульяновськ 1 ТВК, - Челябінськ 12 ТВК, - Южно-Сахалінськ 5 ТВК, спільно з телеканалом Росія 24. |

 Плановані: Курган 60 ТВК, Соликамск 26 ТВК, Сочі 43 ТВК, Березники 32 ТВК, Туапсе 43 ТВК.  

 Мовлення припинено: Екатеринбург 10ТВК (віщав з 3 червня 2004 року по 9 червня 2008 року; розірваний договір в односторонньому порядку)
- Курськ 44 ТВК віщав разом з КРТ (Курське Регіональне Телебачення), після була розірвана ліцензія і КРТ тепер мовить як окремий канал)
- Орел 3 ТВК
- Красноярськ 6 ТВК (замінений на Домашній з 6 березня 2005 року), 34 ТВК (замінений на Росія-24 з 1 липня 2008 року)
- Анапа 49 ТВК (замінений на РЕН ТВ з 1 квітня 2007 року)
- Волгоград 23 ТВК (замінений на ДТВ)
- Перм 25 ТВК
- Новосибірськ 12 ТВК, 49 ТВК
- Астрахань 11 ТВК
- Ростов-на-Дону 22 ТВК
- Іркутськ 21 ТВК (Місто).

### Супутникове мовлення
| — Bgcolor = # 87CEEA | Супутник \| \| Частота, МГц \| \| поляр. \| \| Тип сигналу \| \| Кодування \| \| Пакет \| \| Зсув від МСК \| \| Швидкість потоку (SR) \| \| FEC | - | \| 12054 \| \| R \| \| MPEG-2 \| \| немає, FTA \| \| \| New Media Legend \| \| 0 \| \| 27500 \| \| 3/4 | - | \| 12226 \| \| R \| \| MPEG-4 \| \| DRE-Crypt \| \| \| Триколор ТВ Сибір \| \| +3 \| \| 27500 \| \| 3/4 | - | \| 3875 \| \| R \| \| MPEG-2 \| \| немає, FTA \| \| ТВ 3 Росія \| \| 0, +2 \| \| 32000 \| \| 3/4 | - | \| 3645 \| \| L \| \| MPEG-2 \| \| немає, FTA \| \| Газком \| \| +2, +7 \| \| 28000 \| \| 3/4 | - | Intelsat 15 85,2 ° східної довготи \| \| 12600 \| \| V \| \| MPEG-4 \| \| Irdeto \| \| Континент ТВ \| \| 0 \| \| 30000 \| \| 2/3 | - | Intelsat 904 60 ° с.д. \| \| 11635 \| \| V \| \| MPEG-4 \| \| Conax \| \| АктівТВ \| \| 0 \| \| 29270 \| \| 5/6 | - | \| 10981 \| \| V \| \| MPEG-2 \| \| Irdeto \| \| Східний Експрес \| \| +7 \| \| 44948 \| \| 2/3 | - |

## Програми
- «Здивуй мене»
- «Як це зроблено»
- «Міські легенди»
- «Згадати все!» (рос. Вспомнить всё!) з телеведучим Дмитром Домбровським.

## Мультсеріали
- Том і Джеррі в дитинстві
- Кураж — боягузливий пес
- Пінкі і Брейн
- Бетмен майбутнього
- Ліга справедливості
- Мисливці за привидами
- Гаджет і Гаджетіни
- Пригоди мультяшок
- Пустотливі анімашки
- Людина-павук
- Гарфілд та його друзі
- Горміті
- Лео і Тіг
- Сабріна маленька відьма

## Список серіалів
З 2010 року канал поступово став збільшувати кількість російських серіалів у прайм тайм, задовго зарубіжні серіали на нічний, ранковий та денні ефіри.
 'Зарубіжні серіали:'
- «Ангел»
- «Андромеда»
- «Ангар 13»
- «Альф»
- «Безсмертний»
- «Баффі — винищувачка вампірів»
- «Байки зі склепу»
- «Вавилон-5»
- «Вплив»
- «Вперед, у минуле!»
- «Говорить із привидами»
- «Місто прибульців»
- «Грань»
- «Зена — королева воїнів»
- «За межею можливого»
- «Зоряна брама: SG-1»
- «Зоряна брама: Атлантида»
- «Зоряна брама: Всесвіт»
- «Зоряний крейсер «Галактика»»
- «Кістки»
- «Міцний горішок Джейн»
- «Крузо»
- «Ляльковий будинок»
- «Касл»
- «Мертві, як я»
- «Менталіст»
- «Медіум»
- «Мерлін»
- «Справжня кров»
- «Острів Харпера»
- «Залишитися в живих»
- «Переговорщики»
- «Прах до праху»
- «Удавальник»
- «Портал юрського періоду»
- «Псі Фактор: Хроніки паранормальних явищ»
- «Північ проти Півдня»
- «Подія»
- «Таємничі шляхи»
- «Торчвуд: Мисливці за чужими»
- «Торчвуд: Діти землі»
- «Притулок»
- «Дивовижні мандри Геракла»
- «Людина-невидимка»
- «Чорна мітка»
- «Ясновидець»
- «Ясон і аргонавти»
- «Бути людиною» (з 30 квітня 2011 року)
- «Бути Ерікою» (з 10 травня 2011 року)
- «Микита» (з 19 червня 2011 року)
- «Хейвен» (з 18 серпня 2011 року)
- «Робін Гуд» (з 30 серпня 2011 року)
- «Завтра настане сьогодні» (з 12 вересня 2011 року)
- «Блейд» (з 12 вересня 2011 року)
- «Камелот» (з 23 вересня 2011 року)
- «Видобуток» (з 29 вересня 2011 року)
- «Тяжіння всупереч» (з 1 жовтня 2011 року)
- «Ляльковий будинок» (з 22 жовтня 2011 року)

 'Російські серіали:'
- «Моя улюблена відьма»
- «Козаки розбійники»
- «Ляльки чаклуна»
- «Черговий ангел»
- «Башта»
- «Тут хтось є»
- "Гвинтові сходи
- «Секунда до…»
- «Годинники любові»
- «Навігатор»
- «Чоловік у мені» (з 18 квітня 2011 року)
- «Танго з ангелом» (з 1 серпня 2011 року)
- «Купідон» (з 19 вересня 2011 року)
- «Карамель» (з 7 листопада 2011 року)

## Планується до показу
- «Переслідування» (з 10 січня 2012 року)
- «Антиквар»